# Badens
Badens település Franciaországban, Aude megyében. Lakosainak száma 729 fő (2022. január 1.). Badens Aigues-Vives, Laure-Minervois, Marseillette, Rustiques és Trèbes községekkel határos.

## Népesség
A település népességének változása:
| Lakosok száma | 662  | 554  | 570  | 760  | 780  | 803  | 785  | 760  | 745  | 729  |
|               | 1968 | 1982 | 1990 | 2006 | 2013 | 2015 | 2017 | 2019 | 2020 | 2022 |